# Koralliomyia portentosa
Koralliomyia portentosa är en tvåvingeart som beskrevs av Louis-Paul Mesnil 1950. Koralliomyia portentosa ingår i släktet Koralliomyia och familjen parasitflugor. Inga underarter finns listade i Catalogue of Life.